# Landesgartenschau Bad Oeynhausen/Löhne 2000
Die Landesgartenschau Bad Oeynhausen/Löhne 2000 war eine Landesgartenschau in den ostwestfälischen Städten Bad Oeynhausen und Löhne im Land Nordrhein-Westfalen. Sie wurde am 15. April 2000 eröffnet.

## Geschichte
Die Landesgartenschau Bad Oeynhausen/Löhne 2000 war die erste interkommunale und kreis-übergreifende Landesgartenschau in Nordrhein-Westfalen und fand auf einem die Städte Bad Oeynhausen im Kreis Minden-Lübbecke und Löhne Kreis Herford umfassenden Gelände statt. Heute ist dort der Kultur- und Landschaftspark Aqua Magica (Park der Magischen Wasser).

## Architektur
Der Park der Landesgartenschau wurde von den französischen Landschaftsarchitekten Henri Bava und Olivier Philippe (Planungsbüro „Agence Ter“) entworfen. Hauptattraktion war ein 18 m tiefer „Wasserkrater“. Aus dieser schoss eine Wasserfontäne 30 Meter hoch, also 12 Meter über den Kraterrand hinaus.